# Rüdiger von Eisenhart-Rothe
Rüdiger von Eisenhart-Rothe (* 1971) ist ein deutscher Orthopäde.

## Leben
Von 1991 bis 1997 studierte er Humanmedizin an der Ludwig-Maximilians-Universität München. Von 1999 bis 2004 studierte er Betriebswirtschaftslehre an der Fernuniversität in Hagen (Studienabschluss zum Diplom-Kaufmann). Nach der Habilitation 2006 an der Orthopädischen Universitätsklinik Friedrichsheim der Goethe-Universität ist er seit 2012 Lehrstuhlinhaber für das Fach Orthopädie der medizinischen Fakultät der TU München.

## Schriften (Auswahl)
- Quantifizierung und direkter Vergleich von Inkongruenz, Flächenpressung und subchondraler Mineralisierung im menschlichen Hüftgelenk. 1999, OCLC 60496647 (zugleich Dissertation, München).
- mit Norbert Harrasser und Peter Biberthaler (Hrsg.): Facharztwissen Orthopädie Unfallchirurgie. Springer. Berlin 2016, ISBN 3-662-44462-3.